# Fønsskov
Fønsskov er en halvø i Lillebælt, på vestsiden af Fyn, sydøst for Middelfart. Den ligger i Føns Sogn, i det tidligere Vends Herred, nu Middelfart Kommune. Nordøst for halvøen ligger Gamborg Fjord; spidsen af halvøen der vender op mod Fænø, hedder Fønskov Odde. Mod vest, i Jylland ligger Stenderup Hage; mod sydvest ligger Bredningen i Lillebælt, og i syd ind mod Fyn ligger Føns Vig, med halvøen Ålehoved på den anden side af vigen. På Fønsskov ligger herregården Sparretorn.
Fønsskov er en del af EU-habitatområdet Lillebælt, og er dermed et internationalt beskyttet fuglereservat.